# Czarna Turniczka (Tatry Zachodnie)

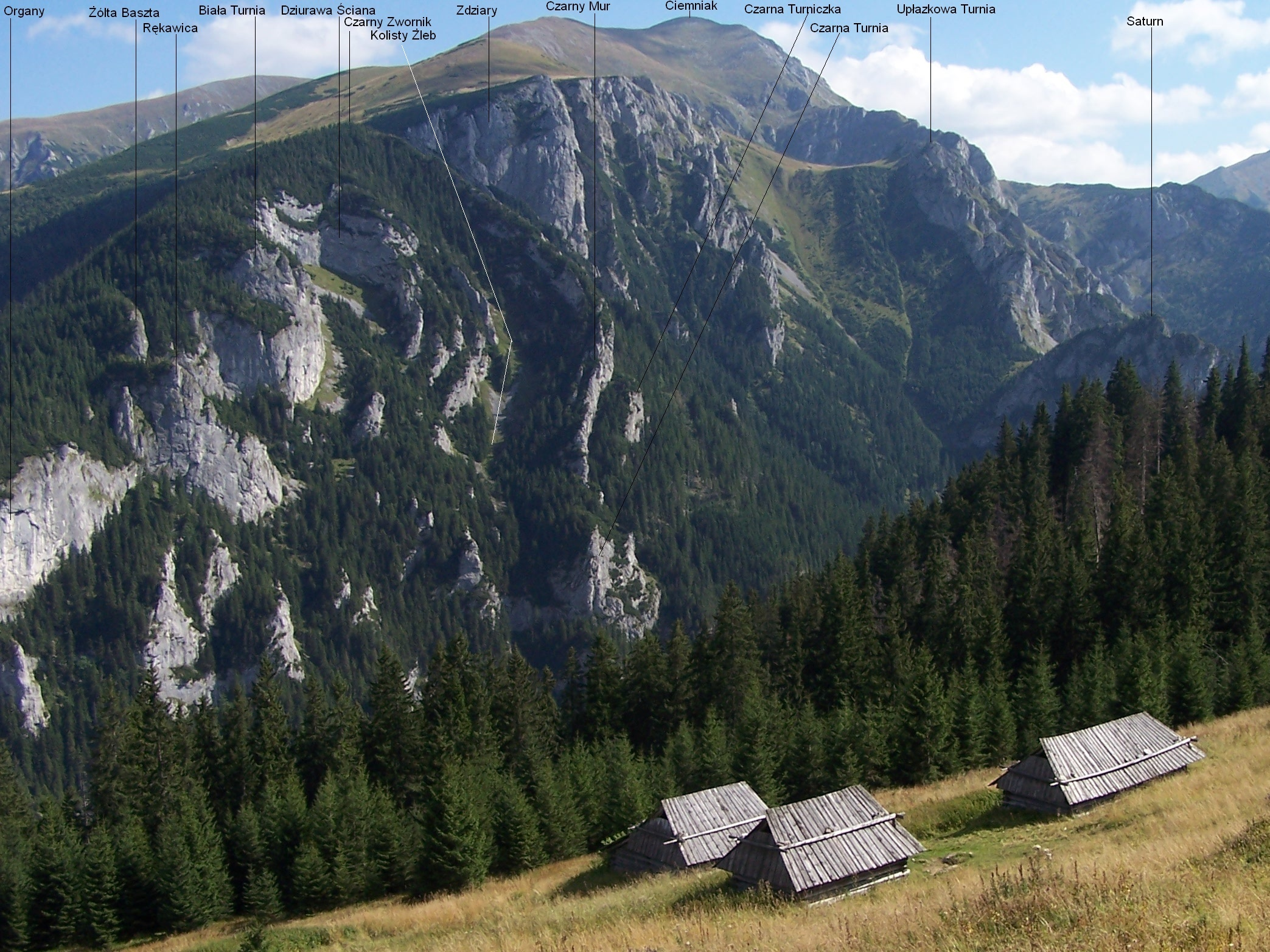
Widok z Polany na Stołach

Czarna Turniczka – niewielka turnia w orograficznie prawych zboczach Doliny Kościeliskiej w Tatrach Zachodnich. Znajduje się po południowej stronie Czarnego Muru, przy jego dolnym końcu. Jej wierzchołek porasta kosodrzewina, od Czarnego Muru oddzielona jest zalesionym żlebkiem. Południowo-wschodnie stoki u podnóży Czarnej Turniczki są zalesione i opadają do nienazwanego żlebu mającego wylot na Polanie Pisanej. Po lewej stronie (patrząc z dołu) tego żlebu, kilkanaście metrów powyżej podnóża Czarnej Turniczki znajduje się zamknięte kratą wejście do Jaskini Czarnej. Od nazwy tej jaskini pochodzi nazwa turniczki. Ponieważ jaskinia jest dość często odwiedzana przez speleologów, do miejsca tego z Polany Pisanej prowadzi wydeptana przez nich ścieżynka.